# 3511 Цвєтаєва
3511 Цвєтаєва (3511 Tsvetaeva) — астероїд головного поясу, відкритий 14 жовтня 1982 року.
Тіссеранів параметр щодо Юпітера — 3,302.